# البلدة القديمة (حلحول)
هي الجزء التاريخي القديم لمدينة حلحول جنوب الضفة الغربية في فلسطين إلى الشمال من مدينة الخليل، وإلى الشرق من مسجد النبي يونس.
تمتاز البلدة القديمة بوجود مجموعة من المواقع الأثرية فيها، كمسجد النبي يونس الذي أسس في عهد الملك عيسى الأيوبي في القرن السابع الهجري، ومقام الصحابي عبد الله بن مسعود، والزاوية أو البوبرية وهي عبارة عن مسجد قديم يقع وسطها، بالإضافة إلى الساحة أو الديوان التي تعتبر ساحة تبلغ مساحة أراضيها حوالي 100 متر مربع، وعين النبي أيوب وهي عين ماء ذو قدسية نسبة إلى النبي أيوب عليه السلام.
أظهرت نتائج المسح الميداني للأبنية القديمة الذي موقع نفذه رواق العام 1999 أن عدد المباني الكلي في البلدة بلغ 360 مبنى، معظمها تتألف من طابق واحد، وتمثل ذلك في 296 مبنى(82 %)، إضافـة إلـى وجود 42 مبنى تتألف من طابقين (12 %)، ومبنيين يتألف كل منهما من ثلاثة طوابق (6 %).
وصفت الحالة الإنشائية لـ 168 مبنى بأنها جيدة (47 %)، إلى جانب وجود 126 مبنى بحالة متوسطة (35 %)، 38 مبنى بحالة غير صالحة للاستعمال ( 11 %). أما الحالة الفيزيائية للمباني، فأظهرت أن هناك 158 مبنى بحالة متوسطة ( 44 %)، علاوة على وجود 99 مبنى بحالة جيدة (27 %)، و94 مبنى بحالة سيئة (26 %).
وفيما يتعلق بمدى الاستخدام، تبين أن هناك 136 مبنى مهجورة (38 %)، إضافة إلى وجود 111 مبنى مستخدمة بشكل جزئي ( 31 %)، و 110 مبانٍ مستخدمة بشكل كلي (31 %).
غلب الشكل شبه الكروي على أسطح معظم المباني القديمة في البلدة، حيث ظهر استخدامه في أسطح 294 مبنى (72 %)، في حين استخدم الشكل المستوي في أسطح 69 مبنى (17 %)، والشكل المفلطح في أسطح 12 مبنى (3 %)، والجملونـي القرميدي في سطح مبنى واحد، كما وجدت أسطح 10 مبانٍ مهدمة.
أما أشكال الأسقف، فقد غلب عليها شكل العقد المتقاطع الذي ظهر استخدامه في أسقف 306 مبانٍ (78 %)، في حين استخدم العقد نصف البرميلي في أسقف 50 مبنى (13 %)، والشكل المستوي في أسقف 14 مبنى (4 %)، وشكل القبة في أسقف 9 مبانٍ (2 %)، واستخدم كل من الشكل الصخري غير المنتظم، والمستوي بدوامر الحديد في سقف مبنى واحد لكل منهما، فيما وجدت أسقف 10 مبانٍ مهدمة.
تعددت وتنوعت أرضيات المباني القديمة في بلدة حلحول، فظهرت المدة في أرضيات 334 مبنى (69 %)، في حين استخدمت الأرضية الترابية في 57 مبنى (12 %)، والأرضية الصخرية في 22 مبنى (5 %)، بينما ظهر استخدام البلاط الإسمنتي الحديث في أرضيات 35 مبنى ( 7 %)، والسجادة في أرضية 16 مبنى (3 %)، واستخدام البلاط الحجري في أرضية 17 مبنى (4 %)، بينما اقتصر استخدام بلاط الكراميكا على أرضية مبنيين فقط.

## المعالم الأثرية والدينية

### مقام النبييونس عليه السلام
يقع في الطرف الغربي من البلدة القديمة على بعد 1 كم إلى الشرق من الطريق الرئيسي المؤدي إلى القدس، فيه قبر سيدنا يونس عليه السلام. ذكر القاضي مجير الدين الحنبلي في كتابه الأنس الجليل، بأن الملك عيسى في عهد الأمير رشيد الدين فرج المعظمي هو الذي بنى منارة المسجد في عام 623 هجري.

### مقام الشيخعبد الله بن مسعود
يقع إلى الشرق من مسجد النبي يونس، البناء على الطراز الإسلامي القديم، وفي فنائه شجرة زيتون قديمة يطلق عليها الأهالي "زيتونة الشيخ عبد الله"، وفي الجدار الشرقي للمقام نافذة صغيرة وأخرى كبيرة، أما الركن الشمالي يقوم مشهد قبر كسي بالقماش الأخضر.

### عين أيوب
هي نبع ماء ينحدر من شق بين صخرتين كبيرتين في الشمال الشرقي من البلدة القديمة، تنحدر مياه العين إلى واد سحيق يسمى وادي الدور في الشمال، وكانت تستعمل مياه العين لري المزروعات والخضار.